# Каприйская школа
Каприйская школа — фракционная школа в РСДРП. Большинство лекторов — отзовисты, ультиматисты, сторонники богостроительства. Создана в Италии на острове Капри. Официальное название — «Первая Высшая социал-демократическая пропагандистско-агитаторская школа для рабочих».
Деятельность школы осуждена совещанием расширенной редакции газеты «Пролетарий» в 1909 году. Лекторы и ученики школы в 1909 году вошли в группу «Вперёд».
Создание каприйской школы было встречено большевиками враждебно и в противовес ей была создана Партийная школа в Лонжюмо, под Парижем, где находился Большевистский центр. Закрыта после совещания расширенной редакции газеты «Пролетарий» и размежевания большевиков и отзовистов. 

## Лекторы
- Алексинский, Григорий Алексеевич
- Богданов, Александр Александрович
- Максим Горький
- Десницкий, Василий Алексеевич
- Красин, Леонид Борисович
- Лопатин, Герман Александрович — в неформальной обстановке рассказывал ученикам о личных встречах с К. Марксом[1]
- Луначарский, Анатолий Васильевич
- Лядов, Мартын Николаевич
- Покровский, Михаил Николаевич
- Прахов, Николай Адрианович[2]
- Рязанов, Давид Борисович
- Соколов, Андрей Владимирович (Станислав Вольский)[3]

## Слушатели
От организаций РСДРП(б) г. Москвы и Московской области в Школу были направлены:
- Алфёров Константин Алексеевич («Суслик», «Константин», «Яков») — от Городского района г. Москвы. Род. ок. 1876 (1883?) г., ум. ок. 1955 (согласно дате в рукописи воспоминаний), из крестьян, учился в бурсе, рабочий-наборщик[3]. Был избран секретарём Школы. После революции работал в Комитете государственных сооружений и в НКПС[5]
- Бабинцев Николай Савельевич («Савелий»), чаеразвесочник — от Сокольнического района г. Москвы
- Батышев Иван Григорьевич («Юлий»), с 1916 г. носит фамилию Королёв, металлист — от Рогожского района.
- Вилонов Никифор Ефремович («Миша Заводский») (в ноябре 1909 года уехал в Париж к Ленину)[6]
- Калинин Фёдор Иванович — от г. Шуя[7]
- Козырев Николай Никитич («Фома») (1881—1933) — от Орловской организации; (в ноябре 1909 года уехал в Париж к Ленину). В годы Гражданской войны — комиссар Симбирской Железной стрелковой дивизии
- Косарев, Владимир Михайлович («Борис»), текстильщик — от Лефортовского района г. Москвы[5]
- Лобанов Михаил Иванович («Станислав») — от Замоскворецкого района г. Москвы.
- Левшин Василий Егорович («Казимир», «Пахом», «Люшвин») от Московской окружной организации (Коломна) (1888—1917); (в ноябре 1909 года уехал в Париж к Ленину). В 1917 году избран председателем Коломенского Совета и председателем Военно-революционного комитета Калуги. В декабре тяжело заболел и пропал без вести из больницы.
- Панкратов Иван Иванович («Старовер», «Ваня Казанец») — от Железнодорожного района г. Москвы (в ноябре 1909 года уехал в Париж к Ленину). В марте—мае 1917 года — председатель Барнаульского Совета рабочих и крестьянских депутатов.
- Романов А. С. («Иван», «Аля Алексинский»), в ноябре 1909 года уехал в Париж к Ленину. С 1910 года — агент Охранки[8]; раскрыт в 1917 году по материалам Московского охранного отделения[4]. Провокатор, секретный сотрудник Московского охранного отделения («Пелагея»), написал 160 доносов, в результате которых были арестованы большевики И. Я. Жилин, П. С. Степанова, Н. Н. Яковлев, В. Н. Яковлева, члены большевистской фракции IV Думы; выдал также всех обучавшихся в Каприйской школе[4]. По приговору Верховного революционного трибунала при ВЦИК РСФСР в середине 1918 года расстрелян[9].
- Сятковский Фёдор Игнатьевич («Константин»), столяр — от Гуся Хрустального.
- Устинов Никон Иустинович («Василий») — от Пресненского и Хамовнического районов Москвы, тогда большевик-профессионал под фамилией Гречушкин (в ноябре 1909 года уехал в Париж к Ленину).
- Яковлев М. Я. («Арсений») — от Сормова.

## Спонсоры
- Амфитеатров, Александр Валентинович
- Андреева, Мария Фёдоровна
- Максим Горький
- Каменский, Василий Михайлович — совладелец волжского пароходства «Братья Каменские», нижегородец, знакомый А. М. Горького
- Шаляпин, Фёдор Иванович